# Sympleurotis albofasciatus
Sympleurotis albofasciatus là một loài bọ cánh cứng trong họ Cerambycidae.